# 維利沙尼察 (赫梅利尼茨基州)
49°59′6″N 26°16′21″E / 49.98500°N 26.27250°E
維利沙尼察（羅馬化：Vilshanytsia）是烏克蘭西部的村莊，隸屬赫梅利尼茨基州的舍佩蒂夫卡區。該村面積0.16平方公里，海拔高度246米，2011年人口297，人口密度每平方公里2,137人。